# Shuadit
Shuadit (ISO 639-3: sdt; shuadi, judeoprovansalski, judeokomtadinski, hebrejsko-komtadinski, chouadit, chouadite, chuadit i chuadit), izumrli oksitanski jezik, šire iberoromanske skupine, kojim su do 1977. govorili Židovi u južnofrancuskom departmanu Vaucluse i u gradu Avignonu. U Comtat-Venaissinu, regiji oko Avignona (danas Provence-Alpes-Côte d'Azur) žive u relativnoj izolaciji, a nakon francuske revolucije dozvoljeno im je da žive bilo gdje u Francuskoj, što je dovelo do iščeznuća jezika. Posljednji govornik ovog jezika bio je Armand Lunel, koji je umro 1977.

## Vanjske poveznice
- Ethnologue (14th)
- Ethnologue (15th)